# Hippotoos (syn Kerkyona)
Hippotoos – król Tegei, syn Kerkyona. Postać z mitologii.

## Życie
Dojście do władzy Hippotoosa wiąże się z dziesięcioletnią nieobecnością w Arkadii jej prawowitego króla Agapenora, który na czele wojsk arkadyjskich oblegał wraz z innymi Grekami Troję. Nie wiadomo czy Hippotoos objął tron pod nieobecność Agapenora czy po bezskutecznym oczekiwaniu na jego powrót. W drodze powrotnej spod Troi okręt Agapenora rozbił się bowiem u wybrzeży Cypru, a król-rozbitek założył na wyspie miasto Pafos. Wraz z Hippotoosem władzę nad Arkadią odzyskała wywodząca się od Elatosa gałąź dynastyczna, władców spod góry Kyllene. W trakcie swego panowania Hippotoos przeniósł stolicę kraju z Tegei do Trapezos.
Po śmierci Hippotoosa władzę nad Arkadią przejął po nim jego syn Ajpytos

## Rodowód
Hippotoos pochodził od Arkasa, syna Zeusa i Kallisto.